# Parafia św. Andrzeja Boboli w Lublinie
Parafia Świętego Andrzeja Boboli w Lublinie – parafia rzymskokatolicka w Lublinie, należąca do archidiecezji lubelskiej i Dekanatu Lublin – Północ. Została erygowana 10 maja 1985. 

## Zasięg parafii
Do parafii należą wierni z Lublina mieszkający przy ulicach: Beskidzkiej, Choiny, Gorczańskiej, Harnasie, Izerskiej, Karkonoskiej, Karpackiej, Koncertowej, Króla Rogera, Leszetyckiego, Noskowskiego, Paderewskiego, Pienińskiej, Poligonowej, Sądeckiej, Sudeckiej, Szpinalskiego, Szwajcarskiej, Śliwińskiego, Świętokrzyskiej, Zakopiańskiej i Żywieckiej.